# Филандин, Владимир Иванович
Владимир Иванович Филандин (15 января 1922, с. Моисеевка, Омская область, РСФСР — 12 июля 2025, Кишинёв, Молдова) — ветеран Великой Отечественной войны, последний из ветеранов, воевавших на фронте с 1941 года, проживавший в Молдове.

## Биография
Родился 15 января 1922 года в селе Моисеевка в современном Нововаршавском районе Омской области. После окончания 8 классов средней школы работал нормировщиком на МТС (Машинно-тракторной станции).
С мая 1941 года — в Красной армии. Пройдя курс молодого бойца, был назначен первым номером станкового пулемёта «Максим». Войну встретил под Минском, вместе со своей воинской частью отступал до самой Москвы.
Затем участвовал в боях на Центральном и Воронежском фронтах. Удерживая плацдарм на берегу реки Жиздра в Калужской области, проявил себя геройски. Награждён медалью «За отвагу». За бои по освобождению города Сухиничи был удостоен первого ордена Красной Звезды.
23 января 1943 года Владимир Филандин получил тяжёлое ранение и до октября 1943 года находился на излечении в госпитале в Казани. После выздоровления прошёл обучение в Свердловском, а затем в Урюпинском военно-пехотном училище.
В конце войны — с 15 апреля 1945 года — младший лейтенант Филандин командовал миномётным взводом в 223-м гвардейском стрелковом полку 78-й гвардейской стрелковой дивизии. Принял участие в боях за Берлин.
Победу встретил в Чехословакии, возле города Брно.
После демобилизации в 1946 году, вернувшись на родину, работал военруком в школе, участковым милиции, радиотехником в зерносовхозе.
После переезда с семьёй в Молдову, работал на электростанции в совхозе в селе Онешты, инженером на заводе «Луч».
12 июля 2025 года Владимир Иванович Филандин скончался на 104-м году жизни в Кишинёве.

## Награды
Награждён двумя орденами «Красной Звёзды», орденом Отечественной войны I степени, медалями «За отвагу», «За боевые заслуги», «За взятие Берлина», «За Победу над Германией в Великой Отечественной войне 1941—1945 гг.», высшей наградой Молдовы — Орденом Республики.